# Zaessingue
Zaessingue je francouzská obec v departementu Haut-Rhin v regionu Grand Est. V roce 2014 zde žilo 384 obyvatel.

## Poloha obce
Sousední obce jsou: Franken, Helfrantzkirch, Jettingen, Kœtzingue, Magstatt-le-Haut, Rantzwiller a Wahlbach.

## Vývoj počtu obyvatel
Počet obyvatel